# Оннейн Тахі
Оннейн Тахі (англ. Onneyn Tahi; 1918—1998) — державний діяч Вануату, виконував обов'язки президента країни упродовж 18 днів 1989 року.

## Біографія
Народився в родині дрібного підприємця, який мав власну крамницю та пекарню.
Політичною діяльністю зайнявся 1979 року, вступивши до лав Партії Вануаку. Був серед тих, хто 1980 року підписав Декларацію незалежності Вануату.
Член парламенту з 1980 до 1995 року, від 1987 до 1991 року був його спікером. 1993 отримав портфель міністра освіти та спорту.
У січні 1989 року, коли колегія виборців через численні порушення відсторонила від посади тогочасного президента Джорджа Сокоману, Тахі як спікер парламенту тимчасово став головою держави.
1991 року він очолив міністерство сільського господарства. 1994 року Тахі став одним із засновників Народно-демократичної партії, втім уже 1997 повернувся до лав Партії Вануаку.
Напередодні парламентських виборів 1998 року Оннейн Тахі загинув в автокатастрофі.